# Karim Rossi
Karim Rossi, né le 1er mai 1994 à Zurich en Suisse, est un footballeur maroco-suisse évoluant au poste d'attaquant.

## Biographie

### Carrière en club
Karim Rossi naît et grandit à Zurich en Suisse. Il effectue sa formation au Lausanne-Sport puis à Grasshopper, avant d'être transféré en Angleterre pour terminer sa formation à Stoke City et Hull City.
Le 23 janvier 2015, Rossi est prêté en Jupiler Pro League au Zulte Waregem, pour une durée de six mois. Il fait ses débuts professionnels le 1er février 2015, à l'occasion d'un match nul face au RSC Anderlecht. Le 7 février 2015, il inscrit son premier but chez les professionnels, face au club du Lierse SK.
Le 15 juillet 2015, Rossi signe son premier contrat professionnel en Serie B, dans l'équipe du Spezia Calcio. Il fait ses débuts le 8 août 2015, face au Brescia Calcio en Coupe d'Italie (victoire, 1-0). Le 26 janvier 2016, après une période difficile sur le banc et en manque de temps de jeu, il décide de retourner en Suisse, et signe gratuitement au FC Lugano.
Le 24 août 2017, il signe en deuxième division néerlandaise, dans le club du SC Cambuur. Lors de sa première saison, il joue très peu, à cause d'une blessure qu'il endure en début de saison. Lors de sa deuxième saison, en 2018-19, il réalise une saison complète en jouant 23 matchs, et en inscrivant six buts. Le 31 janvier 2019, il s'engage avec le SC Telstar.

## Palmarès

### En club
- FC Lugano
  - Coupe de Suisse
    - Finaliste en 2016

### Sources
- Khaled Karouri, « Info FM : à la découverte de Karim Rossi, jeune espoir de Stoke City », Foot Mercato,‎ 21 juillet 2013 (lire en ligne)